# Francesc Gallart i Monés
Francesc Gallart i Monés (El Prat de Llobregat, 30 de setembre de 1880 - Barcelona, 16 de març del 1960) fou un digestòleg català.

## Biografia
Visqué a Reus amb la família mentre hi cursà els estudis de batxillerat i posteriorment estudià medicina a Barcelona, on es llicencià l'any 1901. Poc després d'acabar la carrera, i gràcies a la reputació obtinguda per haver guanyat en tres ocasions el premi atorat pel Cos Municipal de Metges de Barcelona, obrí una consulta privada on inicialment es dedicà a la medicina general, l'obstetrícia i les anàlisis de clínics. El 1905 entrà com a metge supernumerari a l'Acadèmia del Cos Mèdic Municipal, on passà a ser-ne numerari el 1909, mentre que des de 1906 exercí a l'Hospital de la Santa Creu de Barcelona al costat de Pere Esquerdo i Esquerdo, qui poc després esdevindria el seu sogre. El 1911 l'Ajuntament de Barcelona nomena Gallart vicedirector tercer de l'Institut d'Higiene Urbana, on el seu superior Lluís Claramunt li encarrega la desinfecció del carrer de Llull al Poblenou. L'any 1912 obtingué el doctorat a Madrid amb la tesi Estudio clínico de las adenopatías traqueo-bronquiales en general i engegà un viatge per Europa per ampliar els seus coneixements mèdics. Quan tornà, el doctor Esquerdo el nomenà responsable del laboratori d'Anàlisi Química del seu Servei de Medicina General. Fou llavors, el 1913, que es focalitzà plenament en la gastroenterologia i fundà l'Escola de Patologia Digestiva (posteriorment traslladada a l'Hospital de la Santa Creu), que anys després passà a mans del seu fill Antoni Gallart Esquerdo i que ja en temps de Gallart i Monés fou la més activa del país i gaudí de prestigi internacional.
El 1919 es concedí a Gallart la plaça numerària a l'Hospital de la Santa Creu com a director del Servei de Medicina General i hi trasllada la seva Escola de Patologia Digestiva. Aquesta ja des de l'inici serveix per experimentar amb els nous mètodes de la medicina. Gallart s'esforçà en dotar-la dels equipaments més recents i dels millors professionals. Entre els anys 1922 i 1925, crea el seu propi dispensari i l'any 1925 aconsegueix equipar-lo amb aparells de raigs X, laboratori d'anàlisis químiques i bacteriològiques, seccions de metabolisme basal i terapèutica física, a més d'un museu d'anatomia patològica. Tot plegat permeté a l'escola assolir una posició notable entre els millors centres mèdics d'Europa. L'escola es consolidà amb el trasllat de l'Hospital de la Santa Creu a Sant Pau. Paral·lelament, el 1921 ingressà com a acadèmic numerari a la Reial Acadèmia amb un discurs sobre la millora de la salut pública a la ciutat de Barcelona.
El 1925 Joan Codina, Joan Puig-Sureda, Cinto Reventós, Emili Roviralta i el propi Francesc Gallart funden l'Institut Policlínic de Sant Gervasi, on exerceix la pràctica privada. A més, els alumnes de la nova Clínica Plató poden assistir als cursos de gastroenterologia de l'Escola de Patologia Digestiva de Gallart.
Entre 1926 i 1928 Gallart presidí l'Acadèmia de Ciències Mèdiques de Barcelona. El 1933 presidí el II Congrés Nacional de Patologia Digestiva, que se celebrà a Barcelona i on es decidí impulsar la Societat Espanyola de Patologia Digestiva i de la Nutrició, que el propi Gallart fundaria el 1935.
Des de 1913 fins a la seva jubilació el 1951, cada any amb l'excepció del parèntesi de la Guerra Civil, Gallart organitza els cursos d'ampliació d'estudis de gastroenterologia. Allà procura marcar els límits d'aquesta disciplina com a matèria nítidament diferenciada i en destaca la necessitat de d'intensificar-ne el coneixement amb l'objectiu de fer realitat l'ensenyament superior d'aquesta branca de la medicina. La seva escola va consolidar l'ensenyament clínic alhora que va atraure experts i professors d'arreu del món i reforçar les relacions internacionals. Al mateix temps, des del seu Servei, Francesc Gallart organitzà i fomentà la participació en els congressos mèdics i l'intercanvi amb les societats científiques especialitzades. Un cop assolida l'autonomia a nivell universitari, la gastroenterologia entra al currículum docent com a Patologia Digestiva i Gallart és nomenat professor lliure de la Universitat de Barcelona.
Gallart i Monés fou també el fundador dels Manuales de Medicina Práctica, en fou el director fins al 1952.
Des de 1944 i durant catorze anys fou president de la Societat Internacional de Gastroenterologia i el 1958, ja jubilat, fou elegit president d'honor de l'organització mundial d'aquesta disciplina en el marc del Congrés Mundial de Gastroenterologia celebrat a Washington.
Francesc Gallart i Monés tingué un ferm compromís amb la professió mèdica catalana. Participà de manera activa als Congressos de Metges de Llengua catalana des del congrés de 1913 fins al 1936.

## Obra i llegat
El doctor Gallart publicà més de 150 títols publicats a les principals revistes mèdiques catalanes, espanyoles i franceses de l'època. La seva escola va ser un destacat nucli per la consolidació de la gastroenterologia com a especialitat mèdica a Espanya. La labor científica que s'hi desenvolupà es conserva per via de les Lecciones Clínicas, que foren publicades periòdicament durant anys.

## Reconeixement
Gallart i Monés ha rebut reconeixements arreu del món. A part de la ja mencionada presidència d'honor de la Societat Internacional de Gastroenterologia, rebé la Gran Creu de l'Orde Civil d'Alfons X el Savi, la Gran Creu de Sanitat de la Legió d'Honor i fou nomenat cavaller de la Legió d'Honor de França. Fou també nomenat soci honorífic de la Societat de Gastroenterologia d'Alemanya i doctor honoris causa per la Universitat de Burdeus. El 1957, l'Ajuntament del Prat de Llobregat el nomenà fill predilecte de la vila i posà el seu nom a l'Avinguda Gallart i Monés, que malgrat aquest fet és coneguda popularment al Prat amb el sobrenom espanyol Zonilla. El 1962, rep la Medalla de la Ciutat a títol pòstum.

## La nissaga Gallart
Francesc Gallart es casà amb Júlia Esquerdo Rodoreda, filla del també metge Pere Esquerdo i Esquerdo, fet que significà la unió de dues famílies mèdiques catalanes que tenen continuïtat fins a l'actualitat per via dels tres fills del matrimoni (Antoni, Matilde i Maria Josepa). D'una banda el seu fill, el també digestòleg Antoni Gallart Esquerdo (1913-1988), i el seu net Francesc Gallart Valls. D'altra banda, el matrimoni de la seva filla Matilde Gallart Esquerdo amb el seu deixeble Joan Badosa Gallart dona quatre especialistes de l'aparell digestiu: Joan (Barcelona, 1935-1994), Francesc, Carles i Josep Maria Badosa Gallart. Finalment, per part de la seva filla Maria Josepa (casada amb un altre deixeble, el valencià Manuel López Fernández) arribaren dos especialistes més: Manuel, Josep M (1937-2003) i Francesc (1941-1985) López Gallart. El fill del primer, Manuel López Bañeres, és també metge.